# 抄乐镇
抄乐镇，是中华人民共和国贵州省遵义市湄潭县下辖的一个乡镇级行政单位。
2013年11月23日，贵州省人民政府批复同意撤销抄乐乡建制，设置抄乐镇，镇人民政府驻落花屯村。

## 中国传统村落
2013年8月，石家寨被评为第二批中国传统村落。

## 行政区划
抄乐镇下辖以下地区：
落花屯村、干溪村、沙塘村、河坪村、群星村和群丰村。